# Cornifrons actualis
Cornifrons actualis is een vlinder uit de familie van de grasmotten (Crambidae). De wetenschappelijke naam van de soort is voor het eerst gepubliceerd in 1918 door Barnes & McDunnough.
De soort komt voor in het westen van de Verenigde Staten.